# Григорян, Хорен Иванович
Хорен Иванович (Ованесович) Григорян (1902 г.—1956 г.) — министр внутренних дел Армянской ССР, генерал-майор (1945). Был обвинён в фальсификации дел, по которым были обвинены невинные люди, большая часть из которых была расстреляна. В 1956 году был расстрелян.

## Биография
Родился в семье сельского священника. Армянин.
Образование: Окончил сельскую школу в 1911 году; духовную семинарию в г. Шуша в 1915 году, 1 курс духовной академии в г. Эривань в 1916 году, реальное училище, Баку 1920; 3 курса рабфака в Баку 1922—1925; 3 курса ВЮЗИ 1951.
Курьер-докладчик Совета рабочих, солдатских и крестьянских депутатов, Баку 03.17—08.18; не работал, Баку 08.18—09.19; учился в реальном училище, Баку 09.19—01.20.
В РККА: рядовой, ст. писарь 245 полка охраны ж.д., 11 армия 01.20—05.20; пом. адъютанта 244 полка 84 бригады 11 армии 05.20—09.21.
В органах ВЧК-ОГПУ-НКВД-НКГБ-МГБ: ст. делопроизводитель ЧК АзССР 09.21—08.23; уполн. ЧК-ГПУ АзССР 10.23—10.28; В КПСС с 10.25; ст. оперуполн. ГПУ АзССР 10.28—09.30; пом. нач. отд-я ГПУ АзССР 09.30—01.31; нач. отд-я ИНФА-ГО ГПУ АзССР 01.31—04.31; нач. отд-я СПО ГПУ АзССР 04.31—12.32; пом. нач. СПО ГПУ АрмССР 1 2.32—06.33; оперуполн. горстд, ГПУ-НКВД, Гянджа 06.33—09.34; нач. 6 отд-я СПО УГБ НКВД АзССР 09.34—1 2.37; нач. 11 отд. УГБ НКВД АзССР 1 2.37—02.39; нач. 3 отд. УГБ НКВД АзССР 02.39—08.39; нач. 2 отд. УГБ НКВД АзССР 08.39—03.41; нач. СПО НКГБ АзССР 03.41—31.07.41; нач. СПО НКВД АзССР 08.41—05.43; зам. наркома внутр. дел АзССР 18.07.43—31.07.47; министр внутр. дел АрмССР 31.07.47—16.03.53; нач. УМВД Ереван. окр. 31.03.53—15.05.53; нач. 4 отд. МВД АрмССР 1 5.05.53—30.01.54; уволен 30.01.54 «по фактам дискредитации».
Пенсионер с 01.54, Ереван. Арестован по пост. прокурора по спецделам Генеральной прокуратуры СССР 21.01.55 по обвинению по ст. ст. 58-1 «б», 58-11 УК РСФСР. Приговорен ВКВС СССР 26.04.56 на процессе по делу М. Д. Багирова в Баку по ст. ст. 63-2, 73 УК АзССР к ВМН. Расстрелян. Как установлено следствием, Х. И. (О.) Григорян причастен к фальсификации около 100 дел, по которым осуждены были сотни ни в чём не повинных людей, значительное число из них было расстреляно.

### Звания
- полковник государственной безопасности (18.07.1943);
- комиссар государственной безопасности (14.12.1944);
- генерал-майор (09.07.1945). Лишен звания генерал-майора 03.01.55 Пост. СМ СССР № 9-4сс «как дискредитировавший себя за время работы в органах госбезопасности и недостойный в связи с этим высокого звания генерала».

### Награды
- орден Ленина (21.02.1945);
- 2 ордена Красного Знамени (15.01.1945, 30.01.1951);
- орден Отечественной войны 1 степени (24.08.1949);
- орден Трудового Красного Знамени (1942);
- орден «Знак Почета» (20.09.1943);
- медали;
- знак «Почетный работник ВЧК-ГПУ (XV)» 12.01.36;
- знак «Заслуженный работник МВД».